# Polanów
Polanów este un oraș în Polonia.